# Aubervilliers – Pantin – Quatre Chemins
Aubervilliers – Pantin – Quatre Chemins – stacja linii 7 metra w Paryżu, położona na granicy gmin Aubervilliers i Pantin.

## Stacja

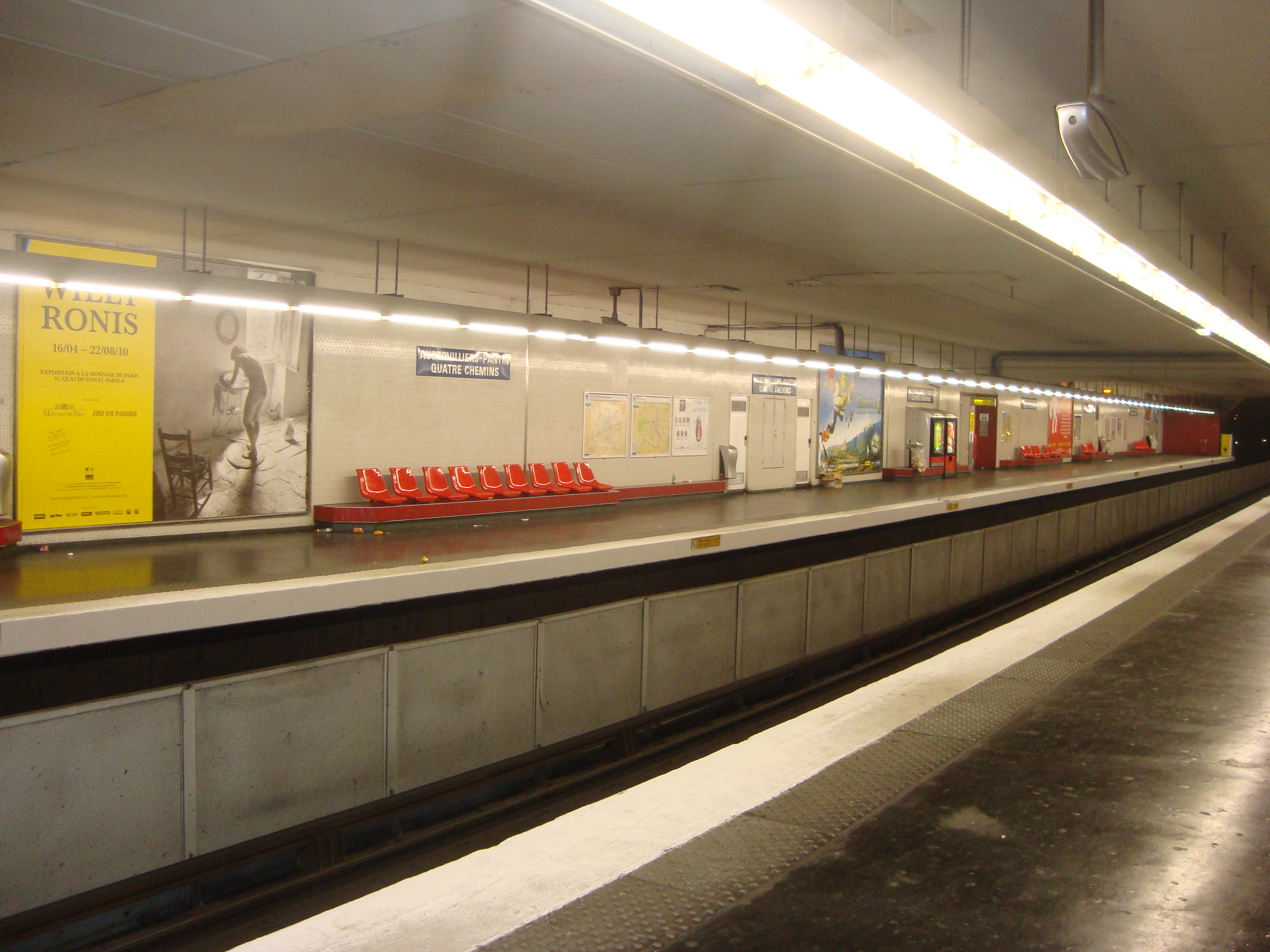
Perony stacji

Stacja została otwarta 4 października 1979 roku, jako część przedłużenia linii 7 od stacji Porte de la Villette do Fort d’Aubervilliers. Jest położona pod ziemią, posiada jednonawową halę peronową z dwoma torami i dwoma peronami bocznymi.
Dwa pierwsze człony nazwy stacji pochodzą od miejscowości, na terenie których leży. Trzeci człon bierze się od popularnej nazwy skrzyżowania, pod którym stacja się znajduje – Les Quatre Chemins (z fr. Cztery Drogi).

## Przesiadki
Stacja umożliwia przesiadki na autobusy dzienne RATP i nocne Noctilien.

## Otoczenie
Otoczenie stacji stanowi dzielnica Les Quatre Chemins, ruchliwe miejsce na granicy Pantin i Aubervilliers, położone niedaleko paryskiej Porte de la Villette.